# Hayssam El Jammal
Hayssam El Jammal est un entrepreneur français d'origine libanaise présent dans le secteur de la production métallurgique et de la grande distribution agroalimentaire.
Il dirige l'entreprise métallurgique Prometal basé à la Zone industrielle de Douala-Bassa.

## Biographie

### Enfance, éducation et débuts
Né en 1969, Hayssam El Jammal a des origines libanaises. Il est issu d’une famille d’entrepreneurs présente en Afrique depuis les années 1970. Il a alors 7 ans. Il a été actif dans la distribution agroalimentaire en Côte d'Ivoire.

### Carrière
Surnommé le roi de l'acier, en 2023, Hayssam El Jammal dirige les entreprises Prometal, Novia Industries  qui produisent des laminés pour le secteur de la métallurgie et commercialise des bouteilles de gaz à usage domestique; l'huile domestique et le savon; et les meubles,,,,. Ses 4 usines de transformation d’acier en produits finis sont opérationnelles à la zone industrielle de la Magzi Bassa. Celle d'huile, Novia posède une usine à la Zone industrielle de Douala-Bonabéri.
Il fournit le BTP avec le fer à béton, les poutrelles, les tubes, tôles de toiture et les pointes; la Construction Métallique et l’Agriculture avec les brouettes, machettes, limes et pelles.
Il est aussi présent dans la production et la distribution d'huile agroalimentaire??(aucune des reference emise ne le sous entend),.

### Distinctions
II reçoit une distinction du président Paul Biya pour services exceptionnels couronnant ses 10 années d'activité avec l'entreprise d'aciérie qu'il dirige.
La décoration est remise par un ministre dans les locaux de l'une de ses 5 usines de la Zone industrielle de Douala-Bassa.